# Szpyt´ky
Szpyt´ky (ukr. Шпитьки, hist. pol. Szpitki) – wieś na Ukrainie, w obwodzie kijowskim, w rejonie buczańskim, w hromadzie Dmytriwka. W 2001 liczyła 2289 mieszkańców, spośród których 2170 wskazało jako ojczysty język ukraiński, 102 rosyjski, 5 białoruski, 11 ormiański, a 1 inny.